# Историја Украјине
Историја Украјине у просторном и временском опсегу обухвата општу историју свих области које се налазе у оквиру граница данашње државе Украјине, почевши од најстаријих протоисторијских времена, до савременог доба. Према традиционалној подели на велике историјске епохе, општа историја државног подручја данашње Украјине може се поделити на четири посебна раздобља: старовековно или античко (до. 5. века), средњовековно (до 15. века), нововековно (до 1917. године) и савремено (након 1917. године).

## Предисторијско раздобље
Први човек је населио простор данашње Украјине пре готово 300.000 година. Трипољска култура (IV-III век п. н. е.; бронзано доба), сматра се једном од најстаријих култура чији су трагови распрострањени по целој данашњој југозападној Украјини. Култура се назива трипиљском због насеља Трипиља где је 1890. откривено и истражено налазиште. Трипиљци су узгајали жито, израђивали глинено посуђе и сврдла којима су обрађивали дрво и камен. Трипиљска култура се сматра врхунцем развоја неолитских пољопривредних и сточарских племена на тлу Европе. Око 1500. п. н. е. на простору данашње Украјине појавила су се номадска племена. Једно од тих племена били су Кимеријци (IX-VIII век п. н. е.), о којима је остао траг и у писаним изворима. О славном племену није писао само Хомер у Одисеји, већ и познати антички аутори попут Херодота, Калимаха, Страбона. Кимеријци су заузели значајни простор између Дњестра и Дона а населили су и кримско полуострво. Сматра се да су они потомци старог иранског номадског племена, генетски блиски Скитима, а управо је Скитима, иранском номадском племену из средње Азије, у VII веку п. н. е. успело потиснути Кимеријце из данашњих украјинских степа. Некако су у то исто време Грци почели са оснивањем првих колонија на северним обалама Црног мора. Скити су утемељили моћну државу и владали тим подручјем до око 200. п. н. е. док их одатле није протерало друго номадско племе – Сармати.
Крајем другог и почетком трећег века нове ере кроз данашњу Украјину пролазио је пут германског племена Гота. Хуни су 375. године поразили Готе. Убрзо након тога створили су моћну државу која се простирала између Дона и Карпата. На њеном челу је био Атила. Он је умро 451. године а након неколико пораза од Римљана и њихових савезника, хунска држава се распала.

## Кијевска Русија
Прадомовина Словена нема општеприхваћену територију. Прве записе о Словенима сусрећемо код римских аутора (I-II век) Плинија Старијег, Тацита, Птолемеја, где се Словени називају Венедима или Венетима. Етноним тј. назив Словен се први пут сусреће код византских аутора. По неким изворима Словени су се већ у VI веку поделили на три велике групе: Венеди (Висла), Анти (Дњепар) и Словени или Склавини (Дунав). Већина историчара сматра сеобу племена Анта и Склавина почетком формирања одвојених словенских народа а самим тиме и украјинског народа. Последње велике сеобе народа на простору Украјине биле су оне Бугара и Мађара, али у то време већ је била устоличена једна од највећих и најмоћнијих европских држава – Кијевска Русија.
Током 9. века, на подручју данашње Украјине је створена прва руска држава са средиштем у Кијеву. на чијем се челу налазила династија Рјуриковича. Ова држава се у историји назива Кијевска Русија. Први спомен о тој кнежевини бележе Бертински анали који наводе Олега, вођу скандинавског племена Варјага (Викинзи), који осваја Кијев 882. године и ствара га престоницом државе. У наредних сто година Кијевска Русија ће обухватити околна источнословенска па и нека финска племена на североистоку. Кијевски кнез Свјатослав покорио је словенско племе Вјатиче и развалио Хазарски канат, који је био штит номадским племенима на истоку. Владимир I Велики 988. године обзнањује примање хришћанства из Византије. Највећи степен централизације државе, Кијевска Русија ће остварити за време владавине Јарослава Мудрог (1019—1054). Са временом долази до распадања државе на засебне кнежевине. Након навале Монгола под вођством Бату Кана 1237-1241. и потпуног разарања Кијева (1240), главно средиште државности на Руси, постаће Галицијско-волињска кнежевина (1199—1340).

## Пољско-литванска окупација
Током 14. века значајни делови Кијевске Русије, укључујући и сам град Кијев, постепено су потпали под власт литванске династије Јагелонаца, чиме је настала литванско-руска држава, која се назива Велика кнежевина Литванија. Пољско краљевство заузело је Галицију и подручје око града Холма (до 1387). Након Кревске уније 1385. у Великој литванској кнежевини изразито јача пољски и католички утицај. Кад је унија између Литваније и Пољске, тзв. Лублинска унија 1569, довела до њиховог реалног сједињења, већи део украјинских земаља дошао је под власт Пољске, а пољско племство је стекло право на поседе у Украјини. Црква, дотада под самосталном Кијевском метрополијом, склопила је Брестовску унију (1596) с католичком црквом (тзв. Унијати или гркокатолици). Уз помоћ те уније католичка Пољска је желела прекинути везе Украјине са православном Русијом. Након распада Златне Хорде пред крај XIV века око Дњепра су се населили украјински Козаци (Запорошка Сич), који су одиграли важну улогу у супротстављању турско-татарском и пољском притиску. То је време развоја књижевности на староукрајинском језику. Током 1591—1638. избио је низ сељачких побуна потпомаганих козацима. Године 1648. започео је ослободилачки рат украјинског народа против Пољака, који је водио хетман Богдан Хмељницки. Иако је пољској војсци нанео тешке поразе, Хмељницки је увидео да се самостална хетманска Украјина не може сама одупрети Турцима и Пољацима. Ослонац је потражио на северу. На перејаславском сабору 1654. године, Украјина се уједињује са царском Русијом.

## Обновљена руска власт
Одмах након уједињења, Русија је ушла у рат са Пољском који ће бити окончан тек након 13 година примирјем у Андрусову 1667. и тзв. Вечним миром 1668. Као последица рата, па и грађанских ратова који су се водили унутар земље, Украјина ће се поделити на два велика дела која сече река Дњепар. Аутономија хетманске (козачке) државе опстаће још неко време само у Украјини источно од Дњепра под влашћу Москве. Међутим, царска Русија наставила је феудално израбљивање становништва, једнако као што су то пре ње чиниле Пољска и Угарска, о чему сведоче сељачко-козачке побуне пред крај XVII и током XVIII века. Након неуспелог покушаја отцепљења појединих области од Русије у савезништву хетмана Мазепе са шведским краљем Карлом XII (1708—1709) цар Петар I смањује аутономију хетманске државе, да би након тога и сваки траг самоуправе укинула царица Катарина II Велика током 1760—1780. година. Украјина је своју аутономију изгубила 1781. При првој подели Пољске, Хабзбуршка монархија је добила 1772. Галицију, а 1775. Буковину, док је Русија стекла земље између Дњепра и Буга (1774) нешто касније и Крим. После друге поделе Пољске 1793. и преостали пољски део Украјине дошао је под власт руског цара.
Крајем 18. века долази до формирања локалног украјинског покрета, првобитно као културне, а од 1840, након оснивања Ћирило-методског братства и као политичке организације. То је време настанка првих замисли о посебној украјинској нацији. Велики утицај у буђењу националне свести Украјинаца дало је стваралаштво украјинског песника и сликара Тараса Григоровича Шевченка. Због сталног притиска и репресија руске власти, средиште народног препорода сели у Галицију која се налазила у саставу Аустрије. Крајем 19. века у Украјини се оснивају прве политичке странке. Већина тих странака се бави идејом оснивања самосталне украјинске државе.
Као што је већ споменуто након последње поделе Пољске, најзападнија регија Галиција припала је Аустрији, Мађари су задржали Закарпатску Украјину док је остатак територија припао Русији. Украјински писци и интелектуалци били су надахнути духом народног препорода који је бујао међу другим европским народима који су такође били под јармом великих европских царевина, и били су одлучни у својој намери оживљавања украјинског језика, културе, традиције и државности. Русија је наметала строге законе против уздизања украјинског језика и културе, забрањујући његово кориштење у било каковој делатности. Међутим, многи Украјинци су прихватили своју судбину у оквиру Русије, а неки су чак и остварили велик успех. Многи руски писци, композитори, сликари и архитекти 19. века били су пореклом Украјинци. Највероватније, најпознатији од њих био је Николај Васиљевич Гогољ, један од највећих писаца руске књижевности. Украјина ће остати у саставу царске Русије све до њеног распада у фебруару 1917. године.

## Украјина између 1917. и 1920. године
Украјинска Централна Рада (тадашњи украјински парламент) у новембру 1917. проглашава Украјинску Народну Републику, која се на почетку налазила у саставу Русије, да би 25. јануара 1918. била проглашена самосталност и оцепљење. Први председник је те државе био писац В. К. Вуниченко. Управо је у то време настала савремена украјинска симболика (грб и застава). Како би се одупрела бољшевицима који су владали већим делом земље, Централна Рада издаје документ под називом «Обраћање украјинског народа до Немачке са молбом о оружаној помоћи». То је и био повод својеврсне немачке окупације. Дана 29. априла 1918. под потпором Немачке, у Украјини је изведен државни удар и на власт долази хетман П. П. Скоропадски. Украјина је поновно хетманат, а држава је немачки протекторат. Након немачког пораза у Првом светском рату, у Украјини избија народни устанак под руководством Семена Петљуре. Скоропадски одлази са власти и у децембру 1918. се проглашава Украјинска Народна Република на чијем је челу поновно Вуниченко. Након што се распала и Аустроугарска (1918), у Галицији је исте године проглашена Западноукрајинска Народна Република која се у јануару 1919. уједињује са Украјинском Народном Републиком. Од фебруара 1919. сва власт Украјинске Народне Републике налази се у рукама Семена Петљуре. Како би се одбранио од Црвене армије која је насртала са истока, Петљура склапа војни савез са Пољском. Међутим, након пољско-совјетског рата, већи део земље биће под контролом совјетске власти на чијој територији настаје Украјинска Совјетска Социјалистичка Република. Западна Украјина припала је Пољској, Буковина и Бесарабија Румунији, а Закарпатје је припојено Чехословачкој.

## Совјетска Украјина
Идеја украјинства опстала је између два рата, па чак се двадесете године 20. века могу назвати и препородом украјинске културе, језика и пољопривреде. Првих година Совјетског Савеза бољшевици су потпомагали развој земље дајући сељацима својеврсне повластице. Такво стање неће дуго потрајати.
Како би задовољио државне потребе у повећаној потражњи хране и како би намакнуо средства за индустријализацију земље, Стаљин је кренуо у реализацију своје идеје о колективизацији пољопривреде, која је првенствено погодила Украјину коју се често називало “житницом Совјетског Савеза”.
Године 1929, сељацима се одузима земља и стока. Настају колективне фарме – колхози (од руског коллективное хозяйство/коллективное хозјајство/колективна привреда). У конфисцирању имовине, држава је користила регуларне јединице полиције, као и групе тајне полиције.
Многи су се одупирали таковој одлуци Владе и започела је очајничка борба сељаштва против совјетске власти. Неки су радије заклали своју стоку, неголи је предали у колхоз. Богатије сељаке називали су “кулацима” и били су проглашавани непријатељима државе. На десетине хиљада сељака је било стрељано или послано на неки од многобројних радних логора на Далеком истоку.
Присилна колективизација имала је катастрофалан учинак на пољопривреду. Упркос томе, совјетска Влада је на челу са Стаљином повећала украјински део обавезног приноса жита за чак 44%, добро знајући да је то немогуће извести и спровести у дело. Совјетски закон налагао је да се жито из колхоза не може делити међу сељацима све док се не напуни државна квота коју је одредила Влада. Власт је постављала тако недостижне квоте, да је гладовање постало свеприсутна појава. Најмање 5 милиона је људи насмрт изгладњено у трагедији коју Украјинци називају гладомор, иако неки стручњаци наводе и двоструко више жртава.
Совјетски Савез је затајивао догађаје везане уз гладовање, а тек се у осамдесетим годинама прошлог века признало да је било неких потешкоћа због диверзија од стране кулака и веома лоших временских прилика. Данас је гладомор прихваћен и признат као стваран догађај. Неки историчари сматрају да се глад 1932–1933. није могла избећи и да је била последица Стаљинове колективизације и индустријализације земље, док други остају при својој тези да до глади није смело доћи и да је то био смишљени чин и геноцид над украјинским народом.
Након што су Немачка и СССР поделили Пољску 1939. у састав Совјетске Украјине улазе западна подручја која су до тада била под влашћу Пољске, а годину дана касније и Буковина и данашњи украјински део Бесарабије. На самом почетку Другог светског рата, украјински националисти су сарађивали са нацистичком Немачком, надајући се њеној помоћи у обнављању државности као што је био случај са Хрватском и Словачком које су биле посебне републике под контролом Трећег рајха. Али, немачки терор који ће владати Украјином од 1941. распршио је те алузије. Године 1942. створена је УПА – Украјинска побуњеничка армија (укр. Українська повстанська армія), која ће ратовати и против Немачке и против Совјетског Савеза (и то против Совјета до 1950-их). Други део Украјинаца борио се против нацизма у редовима Црвене армије и партизанских покрета.
Након што су Нацисти завладали Украјином, задржали су совјетски тип колективних фарми, системски су вршили геноцид над јеврејским становништвом а преостало становништво (углавном Украјинце) депортовали су на присилни рад у Немачку. Украјинци су чинили значајни део Црвене армије и њеног водства, а како би се одупрли нацистичкој Немачкој били су активни и као чланови покрета отпора.
Целокупан збир свих жртава током рата и немачке окупације у Украјини процењује се на 7 милиона, укључујући и преко милион страдалих Јевреја који су били убијени од стране посебних немачких СС јединица и њихових украјинских савезника. Велика већина била је жртва зверстава, присилног рада и покоља целих села као освета на нападе на нацистичке снаге. Од 11 милиона совјетских снага, колико се процењује да је погинуло у сукобу са Нацистима, приближно четвртина (2,7 милиона) жртава су били Украјинци или су били украјинских корена. Поврх тога, Украјина је видела неке од највећих ратних битака, опсаду Кијева (који ће после добити титулу “Град херој”) где је заробљено преко 660.000 совјетских снага, жестоку одбрану Одесе, до победничког јуриша преко Дњепра.
Године 1945. СССР потписује са Чехословачком споразум о укључењу Закарпата у Совјетску Украјину у оквиру које је 1946. основана Закарпатска област са средиштем у Ужгороду.
У наредним деценијама Украјина не само да је достигла пријератни степен индустрије и производње, него је постала главна ударна снага међу свим републикама Совјетског Савеза. Многе комунистичке вође попут Никите Хрушчова и Леонида Брежњева су били родом из Украјине. Поновно је настало повољно време за развијање руско-украјинских културних веза. Многи спортисти, научници, писци и песници су долазили из Украјине. Године 1954. како би обележили 300. годишњицу како је украјински хетман Богдан Хмељницки ујединио Украјину са Русијом, Руска Совјетска Федеративна Социјалистичка Република одрекла се Крима, који је припојен Совјетској Украјини.
Недалеко од украјинског града Припјат, на месту Чернобиљске нуклеарне електране, 26. априла 1986. дошло је до експлозије. Загађен је велики део сјеверне Украјине и велико подручје у суседној Белорусији. Тај догађај као и друга збивања само су још додатно подстакли независни покрет РУХ који се залагао за слом Совјетског Савеза у другој половини осамдесетих.
Украјина је прогласила своју независност 24. августа 1991. следећи пример и осталих совјетских република. Једна је од оснивача Заједнице Независних Држава (ЗНД). 1. децембра 1991. украјински гласачи су на референдуму надмоћно изабрали самосталну и независну Украјину, и службено су на тај начин изашли из Совјетског Савеза. СССР ће формално престати постојати 25. децембра 1991, а тим чином украјинска независност ће бити и службено призната од стране међународне заједнице.

## Самостална Украјина
На челу самосталне Украјине у раздобљу од 1992. – 2004. налазиће се прво председник Леонид Кравчук, којег ће потом заменити Леонид Кучма.
"Случај Гонгадзе" (случај убијеног новинара из 2000) највероватније ће се показати као преломна тачка у новијој украјинској историји.
Леонид Кучма 2004. објављује како се више неће кандидовати на место председника. У новој кампањи за председника Украјине, појавила су се два главна кандидата. Проруски оријентисан Виктор Јанукович, тадашњи премијер Владе, ког подржавају и дотадашњи председник Кучма и Русија, и његов главни противник Виктор Јушченко, који Украјину жели окренути Западу и покушати одвести у Европску унију. У завршној изборној трци, Јанукович службено односи тесну победу, али Јушченко и његове присталице не признају резултате избора, сумњајући у њихову веродостојност. У земљи избија политичка криза. Противник организује масовне уличне демонстрације у Кијеву и другим већим градовима. Револуција ће ући у историју под називом Наранџаста револуција, због заштитне боје противничког председничког кандидата Јушченка. Убрзо Врховни суд Украјине поништава резултате избора. У поновљеним изборима победу односи садашњи председник Виктор Јушченко. Пет дана након објаве резултата Виктор Јанукович даје оставку и 5. јануара 2005. распушта се Влада.